# Memnoniella levispora
Memnoniella levispora är en svampart som beskrevs av Subram. 1954. Memnoniella levispora ingår i släktet Memnoniella, ordningen köttkärnsvampar, klassen Sordariomycetes, divisionen sporsäcksvampar och riket svampar.   Inga underarter finns listade i Catalogue of Life.